# Sergio Rodríguez Muñoz
Sergio Rodríguez Muñoz (nacido el 19 de agosto de 1985 en Guadalajara, Jalisco) es un exfutbolista mexicano que jugaba en la posición de portero. Surgió de las fuerzas básicas del Club Deportivo Guadalajara y actualmente está retirado.
Es un joven arquero que fue promovido al primer equipo como 4.º portero a finales de 2006, y a principios de 2007 a la salida de Oswaldo Sánchez, queda detrás de Luis Ernesto Michel, Alfredo Talavera y Sergio Arias, pero no logró debutar con el primer equipo del Guadalajara en la Primera división mexicana, aunque estuvo cerca de hacerlo en un encuentro frente al Deportivo Toluca. Jugó en el C.D. Guadalajara desde las inferiores, pasando por Chivas La Piedad, Chivas Coras, Chivas San Rafael y Club Deportivo Tapatío.
En el Apertura 2007 pasa a formar parte del Petroleros de Salamanca AC de la Primera división 'A' mexicana en calidad de préstamo, debutando con el equipo el un 18 de febrero de 2007 en un encuentro contra Monarcas "A".
Permaneció en Salamanca hasta el Clausura 2007, cuando Salamanca rompe vínculo como filial de Jaguares, y la franquicia filial se traslada a Tapachula para crearse los Jaguares de Chiapas 'A' equipo donde permanece actualmente. Ese mismo torneo es considerado para jugar en el Jaguares de Chiapas entrenando con el primer equipo pero siendo relegado a 5.º portero, hasta que en 2008 regresa al Guadalajara tras la salida de Alfredo Talavera a Tigres de la UANL.
El sábado 26 de julio del 2008 debutó en la primera división jugando contra Cruz Azul, en el Estadio Azul de la capital mexicana, donde la primera pelota que tocó fue realizando una atajada a un penal ejecutado por el delantero Miguel Sabah.
También, ha tenido participación con la Selección de fútbol de México en categorías inferiores, como la Sub-20 a la cual fue convocado por Humberto Grondona en 2004
En junio del 2009 pasa a formar parte del recién ascendido Querétaro FC.
En diciembre del 2009 pasa a formar parte del dos veces subcampeón Irapuato FC
Para 2013, inicia el año perteneciendo a Los Leones Negros de la UDG. en 2014 Paso Prestado a Alebrijes de Oaxaca-
| Club                       | País   | Año       |
| -------------------------- | ------ | --------- |
| Club Deportivo Tapatío     | México | 2003-2004 |
| Chivas La Piedad           | México | 2004-2005 |
| Chivas Coras               | México | 2005-2006 |
| Club Deportivo Tapatío     | México | 2006      |
| Petroleros de Salamanca    | México | 2007      |
| Club Deportivo Guadalajara | México | 2008      |
| CD Irapuato                | México | 2009-2010 |
| Dorados de Sinaloa         | México | 2010-2011 |
| Leones Negros UDG          | México | 2011-2012 |
| Alebrijes de Oaxaca        | México | 2014      |